# Білогородська волость (Ізяславський повіт)
Білогородська волость — адміністративно-територіальна одиниця Ізяславського повіту Волинської губернії з центром у містечку Білогородка. Наприкінці ХІХ ст. до складу волості увійшли села Кузьминці та Поляхова ліквідованої Поляхівської волості.
Станом на 1886 рік складалася з 8 поселень, 8 сільських громад. Населення — 6960 осіб (3373 чоловічої статі та 3587 — жіночої), 944 дворових господарства.
|                     | Площа, десятин | У тому числі орної, десятин |
| ------------------- | -------------- | --------------------------- |
| Сільських громад    | 8435           | 6418                        |
| Приватної власності | 4315           | 2658                        |
| Іншої власності     | 257            | 189                         |
| Загалом             | 13007          | 9265                        |

Поселення волості:
- Білогородка — колишнє власницьке містечко за 20 верст від повітового міста, 2332 особи, 345 дворів; волосне правління, 2 православних церкви, 2 каплиці, костел, 2 єврейських молитовних будинки, школа, 2 трактири, 5 постоялих будинків, гостинний двір, 2 водяних млини, цегельний завод, 2 шкіряних заводи.
- Білижинці — колишнє власницьке село при річці Горинь, 409 осіб, 58 дворів, каплиця, школа, постоялий будинок, водяний млин.
- Бісівочка — колишнє власницьке село, 408 осіб, 51 двір, школа, постоялий будинок.
- Двірець — колишнє власницьке село при річці Горинь, 1112 осіб, 155 дворів, православна церква, школа, постоялий будинок, ярмарок, водяний млин, пивоварний завод.
- Корниця — колишнє власницьке містечко при річці Горинь, 542 особи, 89 дворів, православна церква, синагога, єврейський молитовний будинок, школа, постоялий будинок, 4 ярмарки, водяний млин.
- Покощівка — колишнє власницьке село, 416 осіб, 69 дворів, православна церква, школа, постоялий будинок, водяний млин.
- Синютки — колишнє власницьке село при річці Горинь, 433 особи, 68 дворів, православна церква, школа, постоялий будинок.
- Соснівка — колишнє власницьке село, 573 особи, 109 дворів, православна церква, школа, постоялий будинок.